# Regió de Katavi
Katavi és una de les trenta regions administratives en les quals està dividida la República Unida de Tanzània. Va ser creada l'any 2012.
La seva principal població és la ciutat de Mpanda.

## Districtes
Aquesta regió es troba subdividida internament en dos districtes:
- Nsimbo
- Mpanda

## Territori i població
La regió de Katavi té una extensió de territori que abasta una superfície de 45,843 quilòmetres quadrats. A més aquesta regió administrativa té una població de 564,604 persones. La densitat poblacional és de 12 habitants per cada quilòmetre quadrat de la regió.